# Grijskopparkiet
De grijskopparkiet (Psittacula himalayana) is een vogel uit de familie Psittaculidae (papegaaien van de Oude Wereld).

## Verspreiding en leefgebied
De soort komt voor in de bossen van de Himalaya van Afghanistan tot Bhutan.

## Status
De grootte van de populatie is niet gekwantificeerd maar de soort wordt omschreven als algemeen. Op de Rode lijst van de IUCN heeft deze soort de status niet bedreigd.